# Phúc Lộc, Hà Nội
Phúc Lộc là một xã thuộc thành phố Hà Nội, thủ đô của Việt Nam. Xã được hình thành trên cơ sở sáp nhập xã Nam Hà, Sen Phương, Vân Phúc, Võng Xuyên và Xuân Đình thuộc huyện Phúc Thọ cũ trong đợt Sáp nhập tỉnh, thành Việt Nam 2025.

## Hành chính
Xã Phúc Lộc được thành lập theo Nghị quyết số 1656/NQ-UBTVQH15 của Ủy ban Thường vụ Quốc hội Việt Nam, ban hành ngày 16 tháng 6 năm 2025. Theo đó, sắp xếp toàn bộ diện tích tự nhiên, quy mô dân số của xã Nam Hà, Sen Phương, Vân Phúc, Võng Xuyên và Xuân Đình thuộc huyện Phúc Thọ cũ thành xã mới có tên gọi là xã Phúc Lộc.
Sau sắp xếp xã có diện tích tự nhiên 41,22 km2, quy mô dân số 61.349 người. Phía Bắc giáp tỉnh Phú Thọ, phía Tây giáp phường Sơn Tây, phía Đông giáp Liên Minh, phía Nam giáp xã Phúc Thọ và Hát Môn. Trụ sở xã đặt tại số 99 thôn Nam Võng.